# Province de Guantánamo
Pour les articles homonymes, voir Guantanamo.
La province de Guantánamo se trouve au sud-est de Cuba. Sa capitale est la ville de Guantánamo.
C'est dans cette province que se trouve le parc national Alejandro de Humboldt, ainsi que la base navale américaine du même nom.

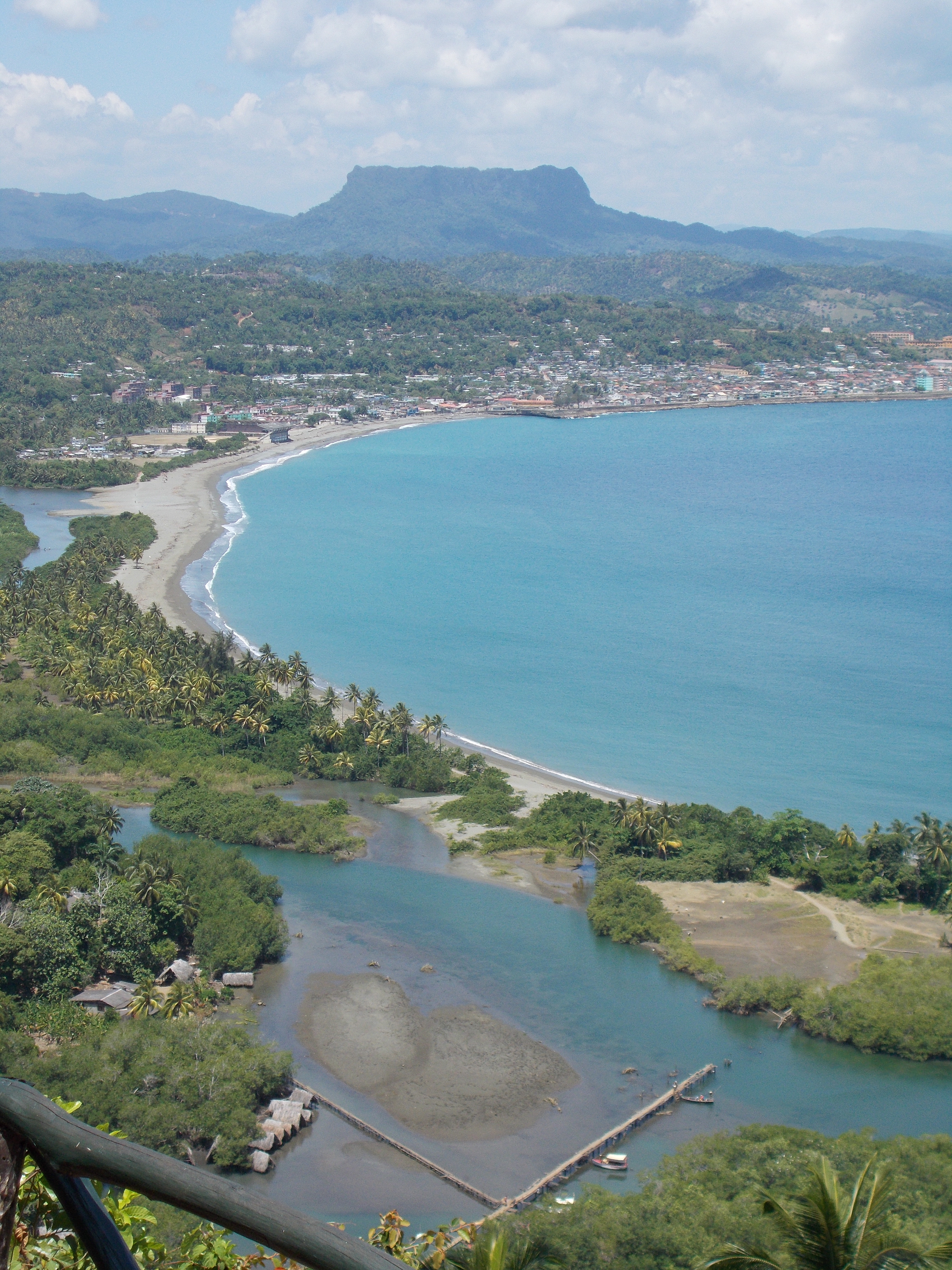
Vue de Baracoa, l'un des sites les plus visités de la province. En arrière-plan, l'Enclume de Baracoa.

## Histoire
L'architecture et la culture de Guantánamo sont différentes du reste de Cuba.
Ce sont des familles d'origine catalane, plus précisément de la région de l'Empordà au nord-est de la Catalogne en Espagne, qui en 1764 ont colonisé la province. Les forces anglaises occupaient la zone depuis plus de 40 ans et les colons écossais et irlandais préoccupaient constamment les autorités espagnoles. En 1805, quand les Français furent chassés de Saint-Domingue, sur l'île d'Hispaniola, 35 000 colons français migrèrent à Cuba. La plupart des familles françaises s'installèrent dans la région de Guantánamo et commencèrent à cultiver le café et le cacao. 
Leur nombre et leur prospérité expliquent pourquoi beaucoup de bâtiments de la province sont comparables à ceux du quartier français de La Nouvelle-Orléans, en Louisiane. 
Guantánamo a également un nombre important d'immigrés de Jamaïque.
Avant la révolution castriste, le Carnaval de Guantánamo était réputé à Cuba.

## Géographie
La province est à seulement 80 km de Haïti dans son lieu le plus étroit, par le Passage du Vent. On peut y voir les lumières de Haïti lors de nuits claires.
Les montagnes de Nipe-Sagua-Baracoa (Montagnes de cristal - Sierra de Cristal) dominent la province, séparant à la fois le climat et le paysage. La côte Nord, battue par des vents dominants, est la partie la plus humide du pays, alors que la côte sud, abritée et sèche est la plus chaude. Le Nord contient une forêt tropicale, alors que le sud est aride et a beaucoup de cactus.

### Municipalités
1. Baracoa
2. Caimanera
3. El Salvador
4. Guantánamo
5. Imías
6. Maisí (La Máquina)
7. Manuel Tames
8. Niceto Pérez
9. San Antonio del Sur
10. Yateras (Palenque)

## Source
- (en) Cet article est partiellement ou en totalité issu de l’article de Wikipédia en anglais intitulé « Guantánamo Province » (voir la liste des auteurs).